# Рука без повратка
Рука без повратка је трећи студијски албум српске музичке групе Велики презир. Албум је објављен 25. новембра 2005. године за издавачку кућу Б92.

## Списак песама
- Аутор свих текстова и музике је Владимир Коларић, осим тамо где је другачије назначено.[1]

| №               | Назив                   | Аутор(и)                                          | Напомене                                                    | Трајање |  |
| 1.              | Губи ме судбина         | Борис Младеновић, Роберт Телчер, Владимир Коларић |                                                             | 5:48    |  |
| 2.              | Слушам те               |                                                   |                                                             | 4:02    |  |
| 3.              | 300 чуда                |                                                   |                                                             | 2:58    |  |
| 4.              | То је довољно           | Роберт Телчер, Владимир Коларић                   | гост: Дејан Вучетић (синтесајзер)                           | 3:43    |  |
| 5.              | Коњ                     |                                                   |                                                             | 4:44    |  |
| 6.              | Сунцокрети              |                                                   |                                                             | 2:57    |  |
| 7.              | У каналима              |                                                   |                                                             | 4:27    |  |
| 8.              | Хемија                  |                                                   |                                                             | 2:34    |  |
| 9.              | Рука без повратка       | Борис Младеновић, Владимир Коларић                | гости: Драга Антов (вокал) и Борис Младеновић (клавијатуре) | 6:37    |  |
| 10.             | Губи ме судбина (бонус) |                                                   |                                                             | 4:54    |  |
| Укупно трајање: | Укупно трајање:         | Укупно трајање:                                   | Укупно трајање:                                             | 42:44   |  |

## Музичари

### Постава групе
- Владимир Коларић — вокал, гитара, синтесајзер, мелодика
- Душан Шеварлић — бас-гитара, синтесајзер
- Роберт Телчер — гитара, синтесајзер, пратећи вокал
- Роберт Радић — бубањ[1]

### Гостујући музичари
- Дејан Вучетић — синтесајзер (4)
- Борис Младеновић — клавијатуре (9)
- Драга Антов — вокал (9)[1]

## Рецензије
| Рецензија                         | Аутор рецензије | Медиј   |
| --------------------------------- | --------------- | ------- |
| Велики презир — Рука без повратка | Горан Тарлаћ    | Попбокс |
| Велики презир — Рука без повратка | Оља Лакићевић   | Б92     |